# Xenogram
Een xenogram is een verzamelnaam voor alle taalkundige verschijnselen die optreden bij het (juist of onjuist) omzetten van tekst van de ene taal naar de andere. De term werd in het leven geroepen door Battus in zijn boek Opperlandse taal- & letterkunde.
Voorbeelden van xenogrammen zijn:
- de meertalige woordspeling
- de valse vriend
- de mama appelsap